# Качурчині
Качурчині (Hydrobatinae) — підродина морських буревісникоподібних птахів родини качуркових (Hydrobatidae). Містить 18 видів.

## Поширення
Представники підродини поширені в Північній півкулі.

## Опис
Довжина тіла 13—26 см, маса 23—60 г, розмах крил 32—50 см.

## Спосіб життя
Окрім періоду гніздування, все життя качурок проходить лише у відкритому морі. Багато видів кочують по всіх океанах на десятки тисяч кілометрів, водночас залітаючи у полярні води. У пошуках їжі літають як ластівки, а в момент живлення переходять на пурхаючий політ. Вони ніби біжать по хвилях, часто-часто перебираючи ніжками по поверхні води.

## Розмноження
Гніздяться колоніями в норах та інших потаємних місцях. У кладці лише одне яйце.

## Живлення
Представники групи — невеликі птахи, що живляться планктонними та нектонними ракоподібними і невеликою рибою, яку збирають при польоті над поверхнею. Встановлено, що в цих пташок добре розвинений нюх, завдяки чому вони винюхують скупчення планктону.

## Класифікація
- Підродина Качурчині (Hydrobatinae)
  - Рід Качурка (Hydrobates)
    - Качурка морська (Hydrobates pelagicus)

  - Рід Вилохвоста качурка (Oceanodroma)
    - Качурка мадерійська (Oceanodroma castro)
    - Oceanodroma cheimomnestes
    - Качурка сиза (Oceanodroma furcata)
    - Качурка фаралонська (Oceanodroma homochroa)
    - Качурка кільчаста (Oceanodroma hornbyi)
    - Oceanodroma jabejabe
    - Качурка північна (Oceanodroma leucorhoa)
    - Качурка гваделупська (Oceanodroma macrodactyla)
    - Качурка Маркгама (Oceanodroma markhami)
    - Качурка Матсудайра (Oceanodroma matsudairae)
    - Качурка чорна (Oceanodroma melania)
    - Качурка каліфорнійська (Oceanodroma microsoma)
    - Качурка вилохвоста (Oceanodroma microsoma)
    - Oceanodroma monteiroi
    - Oceanodroma socorroensis
    - Качурка галапагоська (Oceanodroma tethys)
    - Качурка гавайська (Oceanodroma tristrami)